# うずまき猫のみつけかた―村上朝日堂ジャーナル
『うずまき猫のみつけかた―村上朝日堂ジャーナル』（うずまきねこのみつけかた むらかみあさひどうジャーナル）は、村上春樹のエッセイ集。
1996年5月、新潮社より刊行された。『SINRA』（1994年7月号〜1995年10月号）に連載されたコラムを「大幅に加筆」してまとめたものである。1999年3月に新潮社より新潮文庫として文庫化された。2008年2月には、同社より新装版が刊行された。その際、副題の「村上朝日堂ジャーナル」は削除された。
絵は安西水丸。写真は妻の村上陽子。巻末に対談「安西水丸と語る寿司屋の話」が載っている。

## 内容の一部
- どことなく大平正芳に雰囲気が似ていた猫に「マサヨシ」と名前をつけた。
- "bitch!" を「このアマ」とか「売女」とか「あばずれ」とか訳すのはできたらやめてほしい。
- やっぱりラマはラマーズ法で子供を産むのだろうか？
- 欠けない満月がないように、トラブルのない生活もない（ムラカミ・ピーターの法則）。
- うちの奥さんは、山岸凉子の『日出処の天子』のときにはあけても暮れても聖徳太子様で、あまたの歴史書を読破してわざわざ明日香まで旅行に行った[2]。
- 個人と組織が喧嘩をしたら、まず間違いなく組織のほうが勝つ。あまり心温まる結論とはいえないけれど、しょうがない、間違いのない事実です。